# Giacomo Lombardi

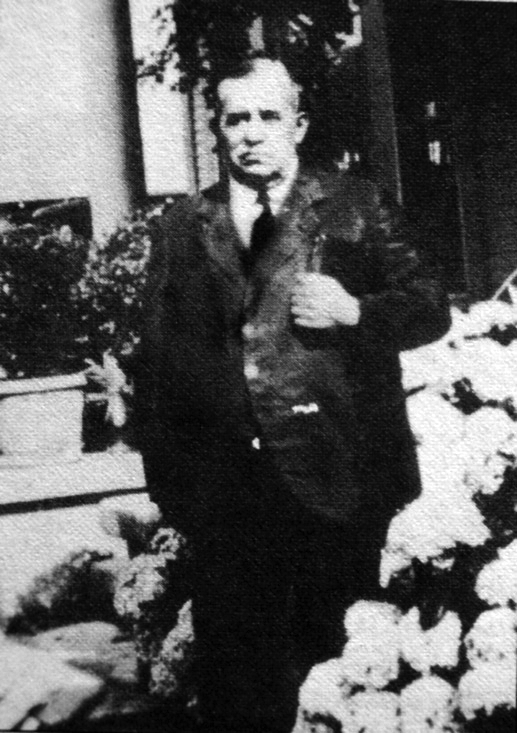
Giacomo Lombardi

Giacomo Lombardi (Prezza, 3 ottobre 1862 – Chicago, 24 luglio 1934) è stato un missionario italiano e pioniere del movimento pentecostale.

## Biografia
Lombardi era originario della provincia di L'Aquila, in Abruzzo. A causa delle difficoltà economiche nel 1892, a 30 anni, emigrò negli Stati Uniti d'America in cerca di lavoro e lo trovò a Chicago. Due anni dopo, nel 1894, venne a contatto con la Chiesa presbiteriana italiana della città e ne divenne un membro.
Nel settembre 1907 a Chicago iniziava a diffondersi la predicazione pentecostale e presto si aggregò al gruppo. Ammalatosi nel dicembre dell'anno si trovò guarito in maniera da lui giudicata miracolosa e fece in seguito anche l'esperienza del battesimo nello Spirito Santo.
Dal mese di luglio del 1908 si unì a Luigi Francescon per una missione a St.Luis, nel Missouri proseguendo poi per la California.
Giacomo Lombardi è considerato uno dei fondatori del pentecostalismo italiano.
Nell'autunno del 1908 partì per Roma; supponendo di trovare un riscontro favorevole tentò, invano, di predicare il messaggio pentecostale nelle varie chiese evangeliche presenti nella capitale ma ne fu respinto; trovò ascolto presso un anziano predicatore evangelico e la sua famiglia e quivi si costituì un gruppo. Partì poi alla volta di La Spezia. Ritornò infine a Chicago in tempo per ripartire, con Francescon e Lucia Menna per l'Argentina.
Tornò in Italia cinque volte tra il 1912 e il 1923 visitando le chiese già sorte. In una di queste visite, nel 1919 a Roma, incoraggiò il gruppo di credenti ad aprire il primo locale di culto pubblico della città. Fece ritorno a Chicago nel 1925 svolgendo la missione in cui credeva con impegno nonostante le sempre più precarie condizioni di salute. Morì il 24 luglio del 1934.